# San Miguel de Corneja
San Miguel de Corneja – gmina w Hiszpanii, w prowincji Ávila, w Kastylii i León, o powierzchni 6,84 km². W 2011 roku gmina liczyła 75 mieszkańców.